# Kerkenveld
Kerkenveld is een dorp in de Nederlandse provincie Drenthe, gemeente De Wolden.

## Geschiedenis
Kerkenveld is een veenkolonie uit de negentiende eeuw, waarmee het een stuk jonger is dan buurdorp Alteveer. De plaats heette oorspronkelijk Kerkenbovenveen.

## Voorzieningen
De plaats had een Nederlands Hervormde kerk, heeft een kapperszaak, sportvelden, voetbalclub VVAK en een openbare basisschool. Voor andere voorzieningen is het aangewezen op Zuidwolde of Hoogeveen.

## Woonachtig (geweest)
- Roy Pouw (1992), motorcoureur
- Manon Veenstra (1998), BMX'er